# Convenio sobre el derecho de asociación (agricultura)
El Convenio sobre el derecho de asociación (agricultura), cuyo título completo es Convenio relativo a los derechos de asociación y de coalición de los trabajadores agrícolas, es un convenio de la Organización Internacional del Trabajo (OIT) que fue adoptado en 1921.. 
El convenio asegura «los derechos de asociación y coalición» de los trabajadores agrícolas en la misma medida en que dichos derechos se extienden a los trabajadores industriales:

Todo Miembro de la Organización Internacional del Trabajo que ratifique el presente Convenio se obliga a asegurar a todas las personas ocupadas en la agricultura los mismos derechos de asociación y de coalición que a los trabajadores de la industria, y a derogar cualquier disposición legislativa o de otra clase que tenga por efecto menoscabar dichos derechos en lo que respecta a los trabajadores agrícolas.
Convenio n.º 11, artículo 1

## Ratificación
Hasta 2016, el Convenio n.º 11 ha sido ratificado por 123 de los 187 Estados miembros de la OIT.
Los miembros de la OIT que se abstuvieron de ratificar el convenio son:
- Afganistán
- Angola
- Arabia Saudita
- Armenia
- Baréin
- Bolivia
- Botsuana
- Brunéi
- Cabo Verde
- Camboya
- Canadá
- Corea del Sur
- República Dominicana
- El Salvador
- Emiratos Árabes Unidos
- Eritrea
- Estados Unidos
- Filipinas
- Gambia
- Georgia
- Guinea-Bisáu
- Guinea Ecuatorial
- Haití
- Honduras
- Hungría
- Indonesia
- Irán
- Islas Marshall
- Israel
- Japón
- Jordania
- Kazajistán
- Kiribati
- Kuwait
- Laos
- Líbano
- Liberia
- Libia
- Malasia
- Maldivas
- Mongolia
- Namibia
- Nepal
- Omán
- Palaos
- Catar
- San Cristóbal y Nieves
- Samoa
- San Marino
- Santo Tomé y Príncipe
- Sierra Leona
- Somalia
- Sudáfrica
- Sudán
- Sudán del Sur
- Tailandia
- Timor Oriental
- Tonga
- Trinidad y Tobago
- Turkmenistán
- Tuvalu
- Uzbekistán
- Vanuatu
- Vietnam
- Yemen
- Zimbabue